# Herbert Kenneth Airy Shaw
Pour les articles homonymes, voir Airy et Shaw.
Herbert Kenneth Airy Shaw est un botaniste britannique, né le 7 avril 1902 à Woodbridge dans le Suffolk et mort en 1985.
Après des études à l'université de Cambridge en biologie, il est engagé aux Jardins botaniques royaux de Kew. Il se spécialise sur les spermatophytes d'Asie tropicale et est aussi l'auteur d'observations entomologiques.

## Publications
- Sphenocleaceae, Flora of Tropical East Africa, London, 1968, 3 p.
- The Euphorbiaceae of Borneo, Kew Bulletin. Additional Series vol. 4, London, 1975, 243 p.  (ISBN 0112410995)
- The Euphorbiaceae of New Guinea, Kew Bulletin. Additional Series vol. 18, London, 1980, 243 p.  (ISBN 0112411460)
- John Christopher Willis, A dictionary of the flowering plants and ferns, 8e édition revue par H.K.A. Shaw, Cambridge, 1985, xxii + 1245 + lxvi p.  (ISBN 052108699X)

## Taxons
Il est l'auteur de plusieurs familles botaniques nouvelles :
- Alseuosmiaceae
- Hanguanaceae
- Carlemanniaceae
- Dioncophyllaceae
- Emblingiaceae
- Oncothecaceae
- Paracryphiaceae
- Sladeniaceae
- Tetramelaceae